# Ceratopetalum virchowii
Ceratopetalum virchowii är en tvåhjärtbladig växtart som beskrevs av F. Müll.. Ceratopetalum virchowii ingår i släktet Ceratopetalum och familjen Cunoniaceae. Inga underarter finns listade i Catalogue of Life.